# Justice maternelle

Justice maternelle (Justice for Annie: A Moment of Truth Movie) est un téléfilm américain réalisé par Noel Nosseck et diffusé en 1996.

## Synopsis
Après le baccalauréat, Annie Mills décide de quitter son Ohio natal pour rejoindre son petit ami Ken et l'épouser. Mais le jeune couple rencontre des problèmes et Annie quitte Ken. Quand Helen et George Preston lui proposent de l'héberger gratuitement, elle voit l'opportunité de reprendre sa vie en main et accepte l'invitation. Quelque temps après, sa mère, Carol, apprend la mort de sa fille. Elle décide de comprendre ce qui s'est passé et se rend à Seattle. Sur place, elle découvre avec stupeur que les Preston ont touché l'assurance vie de sa fille, dont le montant s'élève à 100 000 dollars...Elle va donc se battre pour démontrer que la mort accidentelle de sa fille est en réalité un meurtre prémédité, commis dans le but de toucher son assurance-vie.

## Fiche technique
- Scénario : Joyce Heft Brotman
- Durée : 90 min
- Pays :  États-Unis

## Distribution
- Peggy Lipton : Carol Mills
- Danica McKellar : Annie Mills Carman
- Terry David Mulligan : George Preston
- Gwynyth Walsh : Lydia Sawyer
- Teryl Rothery : Laura Kane
- Lochlyn Munro : Mickey Holloway
- Martin Cummins : Ken Carman
- Mike Sims : Gabriel Nickels
- Bruce Weitz : Détective McAdams
- Susan Ruttan : Helen Preston
- Aloka McLean : Jane Mills
- Brenda Crichlow : Marianne
- Richard Sali : Terry Powell
- Garry Chalk : Détective Larson
- Hagan Beggs : Thomas Eberhardt
- Corrie Clark : Lisa
- Deryl Hayes : Officier Fellows
- Forbes Angus : Juge de paix
- French Tickner : Juge
- Jim Smith : Greffier